# Gerhard Berger
Pour les articles homonymes, voir Berger (homonymie).
Gerhard Berger est un ancien pilote automobile autrichien, né le 27 août 1959 à Wörgl en Autriche. Il a participé à 210 Grands Prix de Formule 1 entre 1984 et 1997 et compte dix victoires à son palmarès.
Après avoir codirigé, de 1998 à 2003, le département compétition de BMW, Gerhard Berger a été entre 2006 et 2008, un des deux propriétaires de l'écurie Scuderia Toro Rosso.

## Biographie

### Les débuts chez ATS, Arrows et Benetton
Brillant animateur du championnat d'Europe de Formule 3, Gerhard Berger accède à la Formule 1 au cours de la saison 1984, lors du Grand Prix d'Autriche sur l'Österreichring, sur la deuxième monoplace de l'écurie allemande Auto Technisches Spezialzubehör-BMW. Dès son troisième Grand Prix, en Italie à Monza, il obtient la sixième place mais n'est pas crédité au classement final du championnat du monde car ATS n'avait engagé à l'origine qu'une seule voiture au championnat.
En 1985, Berger rejoint l'écurie Arrows-BMW où il s'affirme comme un des pilotes les plus prometteurs de sa génération. Il inscrit ses premiers points au Grand Prix des Pays-Bas en terminant cinquième et se classe vingtième du championnat. Sa carrière décolle en 1986 avec son arrivée dans la nouvelle écurie Benetton Formula-BMW, anciennement Toleman. Souvent en mesure de s'intercaler parmi les ténors du championnat du monde puisqu'il se qualifie à treize reprises dans les dix premiers dont deux fois en première ligne, il met à profit ses pneumatiques Pirelli pour remporter, au Grand Prix du Mexique, la première victoire de sa carrière en Formule 1, la première également de son équipe.

### Premier passage chez Ferrari

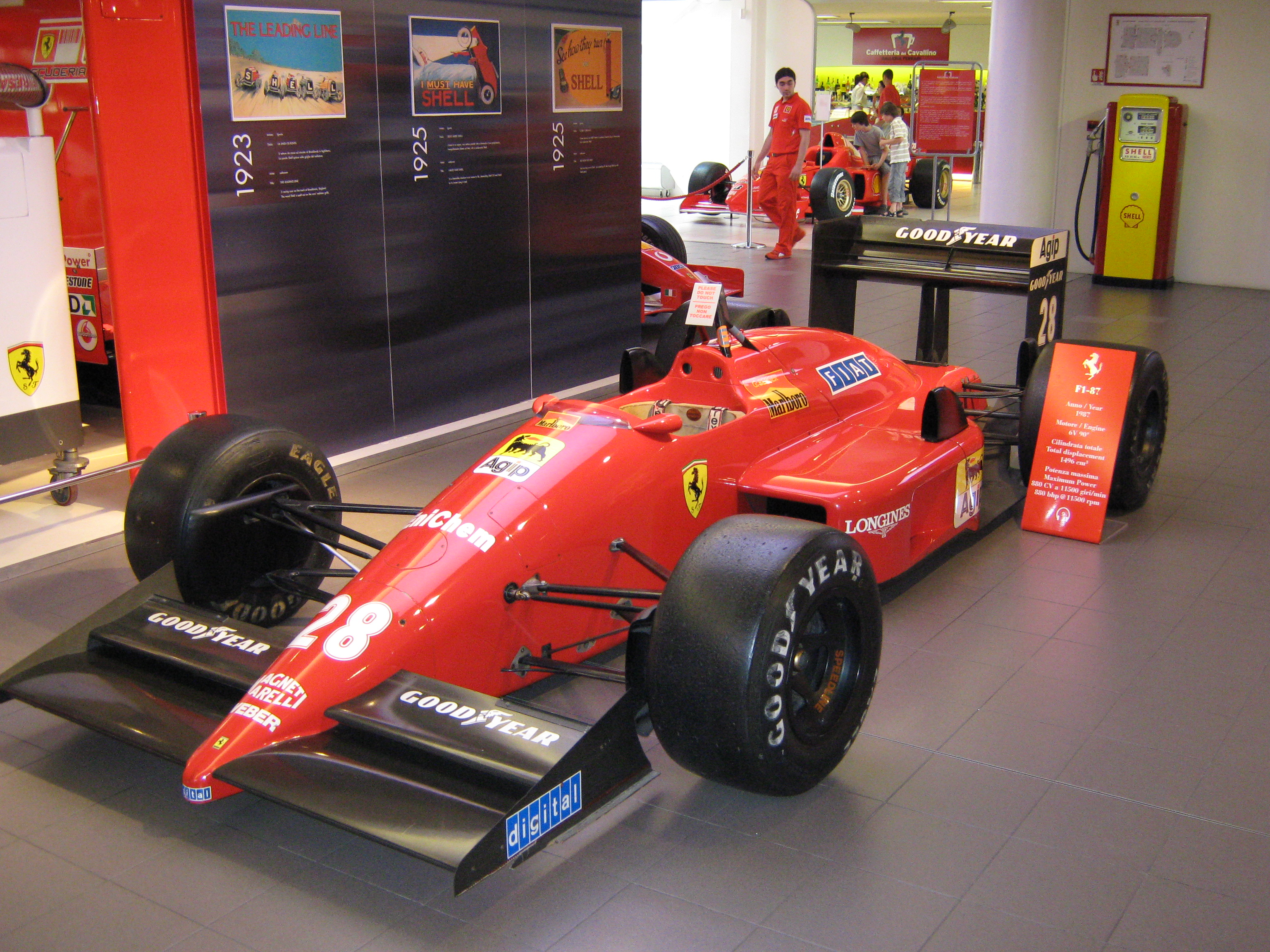
La Ferrari F1-87 pilotée par Gerhard Berger en 1987

Sur ordre d'Enzo Ferrari qui apprécie son style, Berger est recruté en 1987 par la Scuderia Ferrari. Rapidement, il prend le meilleur sur son coéquipier Michele Alboreto, tout en nouant des liens techniques privilégiés avec John Barnard, le directeur technique. En raison de la compétitivité moyenne des Ferrari, Berger doit attendre la fin de saison pour se mettre en évidence. Au Portugal, il laisse la victoire à Alain Prost en raison d'une faute de concentration dans les derniers tours mais il s'impose lors des deux dernières manches de la saison, au Japon et en Australie.
Ces performances permettent à Berger et à Ferrari d'attaquer la saison 1988 en position de force mais les McLaren-Honda d'Ayrton Senna et Alain Prost remportent quinze des seize manches de la saison. Après un scénario à rebondissements, Berger remporte la seule victoire qui échappe aux McLaren au Grand Prix d'Italie, devant une foule en liesse, seulement quelques jours après le décès d'Enzo Ferrari.
Avec le changement du règlement technique en 1989 (abolition des moteurs turbocompressés et retour aux moteurs atmosphériques), Berger compte rivaliser avec les McLaren-Honda. Malgré la victoire en début de saison de son nouvel équipier Nigel Mansell, les Ferrari restent en retrait. Au Grand Prix de Saint-Marin à Imola, déséquilibré par une rupture mécanique, Berger tire tout droit dans la courbe rapide de Tamburello, heurte le mur de béton et reste prisonnier de sa monoplace en flammes. Grâce à l'efficacité des secours, Berger n'est que légèrement blessé (brûlures aux mains, côte cassée) et, après une rapide convalescence où il ne manque qu'un Grand Prix, il est en mesure de retrouver les circuits. Il remporte, à l'automne, le Grand Prix du Portugal avant d'annoncer son transfert chez McLaren-Honda pour les saisons suivantes.

### Chez McLaren aux côtés de Senna

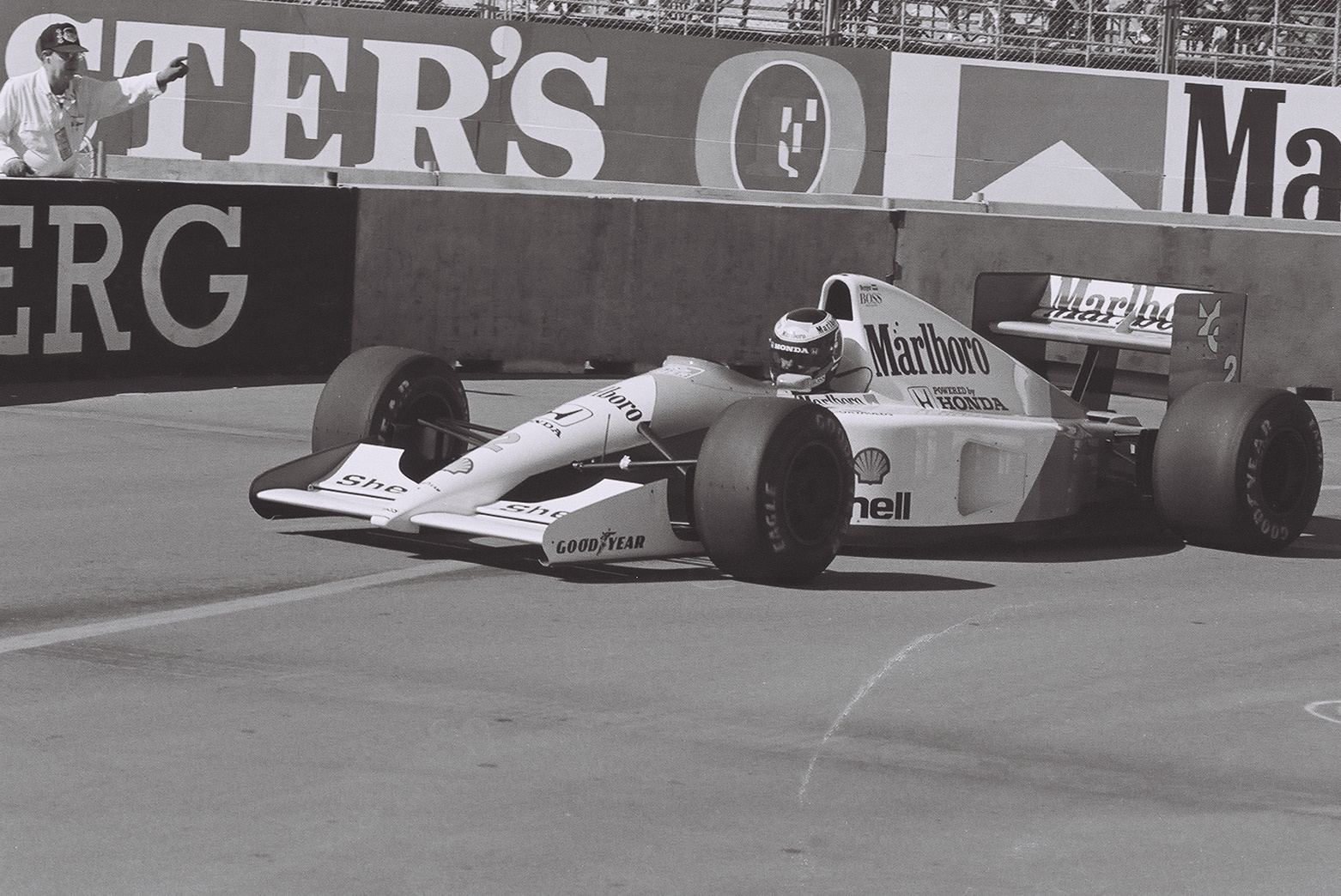
Gerhard Berger au Grand Prix des États-Unis 1991

L'arrivée chez McLaren-Honda est l'assurance de piloter la meilleure voiture du plateau mais aussi le risque d'écorner sa réputation au contact d'Ayrton Senna. Malgré quelques coups d'éclat en qualifications, Berger souffre de la comparaison avec le Brésilien et est réduit au rôle d'équipier de luxe. Tandis que Senna remporte deux titres mondiaux, Gerhard doit attendre le Grand Prix du Japon 1991, à l'issue de sa deuxième saison chez McLaren, pour renouer avec la victoire, offerte par Ayrton Senna qui ralentit dans le dernier virage alors qu'il avait dominé la course. Après une troisième et dernière saison chez McLaren au cours de laquelle il se montre plus à son avantage avec notamment deux victoires, Berger retourne chez Ferrari à partir de la saison 1993.

### Retour chez Ferrari

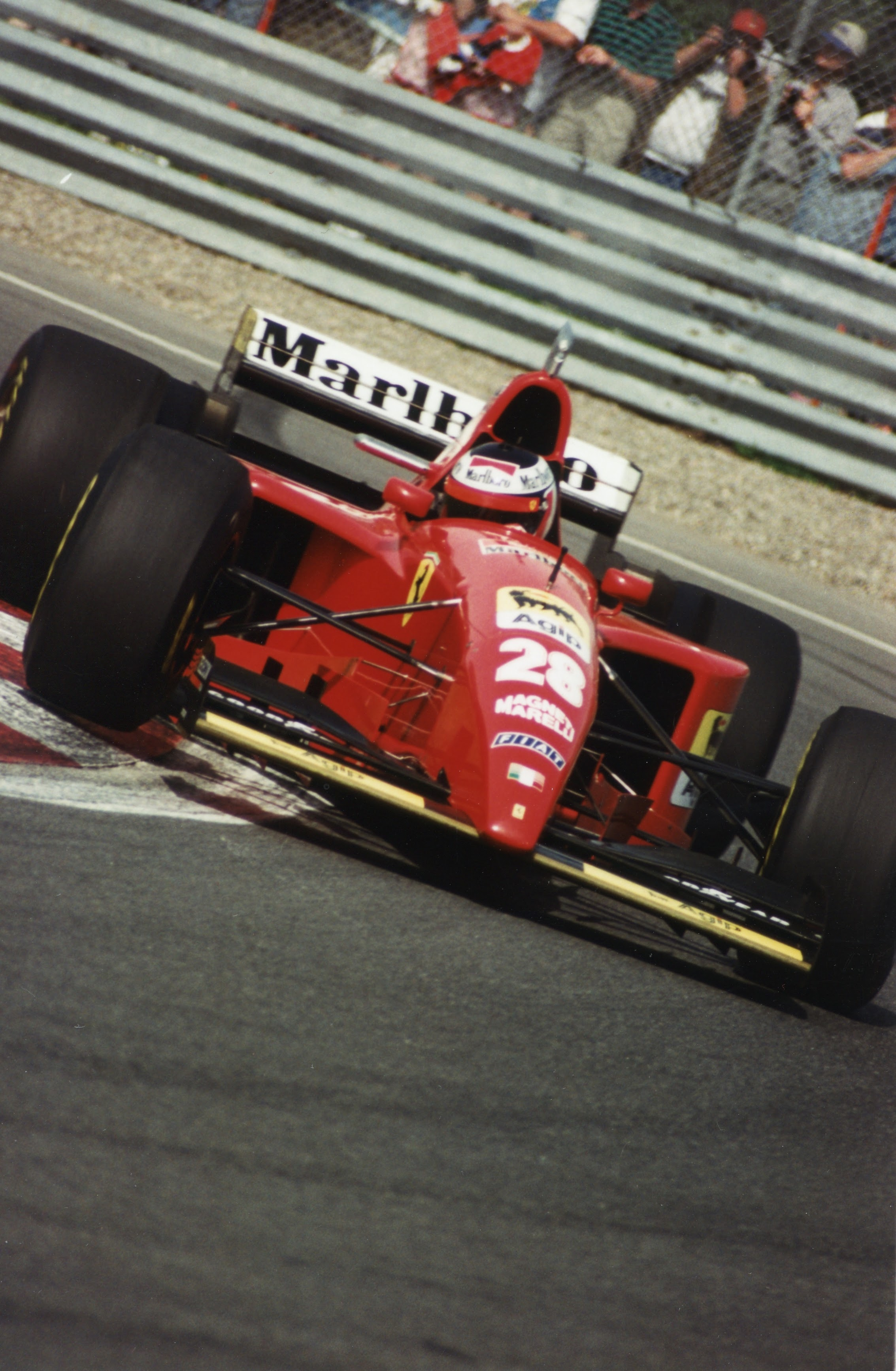
Gerhard Berger au volant d'une Ferrari en 1995

Lorsqu'il revient chez Ferrari, la Scuderia est au fond du gouffre et sort d'une des plus mauvaises saisons de son histoire, terminant seulement quatrième en 1992. À partir de juillet 1993, l'arrivée de Jean Todt permet à l'équipe d'entamer un lent redressement. Très affecté par les accidents mortels de ses amis Roland Ratzenberger et Ayrton Senna lors du Grand Prix de Saint-Marin 1994, Berger s'engage fortement au sein du Grand Prix Drivers' Association. En juillet 1994, sur le circuit d'Hockenheim en Allemagne, il offre à Ferrari son premier succès depuis près de quatre ans, et se classe, tout comme Ferrari, à la troisième place du championnat, son meilleur classement en Formule 1.
Fin 1995, malgré une saison qui le voit terminer sixième, il quitte Ferrari et retourne, aux côtés de son coéquipier Jean Alesi, chez Benetton,.

### Fin de carrière chez Benetton
Pour Alesi comme pour Berger, le passage chez Benetton est délicat car les performances ne sont pas au rendez-vous et l'ambiance devient tendue à mesure que les résultats décevants s'enchaînent. Début 1997, très affecté par la mort de son père et diminué par une sinusite tenace, Berger cède le volant à son compatriote Alexander Wurz,,. Après trois courses d'absence (Canada, France et Grande-Bretagne), il effectue un retour gagnant à l'occasion du Grand Prix d'Allemagne : auteur de la pole position, il remporte sa dixième et dernière victoire en Formule 1. Au mois d'octobre, il annonce son départ à la retraite.

### Nouvelles responsabilités
À l'issue de sa carrière de pilote, Gerhard Berger est nommé, en 1998, directeur de la compétition chez BMW Motorsport. Le premier objectif est la victoire aux 24 Heures du Mans, atteint en 1999. Puis à partir de 2000, Berger dirige avec réussite le retour de BMW en Formule 1, en tant que motoriste de l'écurie Williams F1 Team. Début 2003, Berger annonce son départ effectif quelques mois plus tard. Si l'ancien pilote autrichien fait état de raisons privées et notamment de sa volonté de profiter de sa famille, certains voient également dans cette décision le résultat de ses désaccords avec Mario Theissen, le directeur technique de BMW.
Toujours régulièrement présent sur les circuits, Gerhard Berger retrouve un rôle décisionnel début 2006 avec son rachat à hauteur de 50 % de l'écurie Scuderia Toro Rosso jusqu'alors propriété unique de Dietrich Mateschitz, le fondateur de la marque Red Bull,. Il revend ses parts à Mateschitz fin 2008,.
À partir de 2017, Gerhard Berger devient le nouveau patron du championnat allemand de voiture de tourisme DTM.

## Résultats en championnat du monde de Formule 1

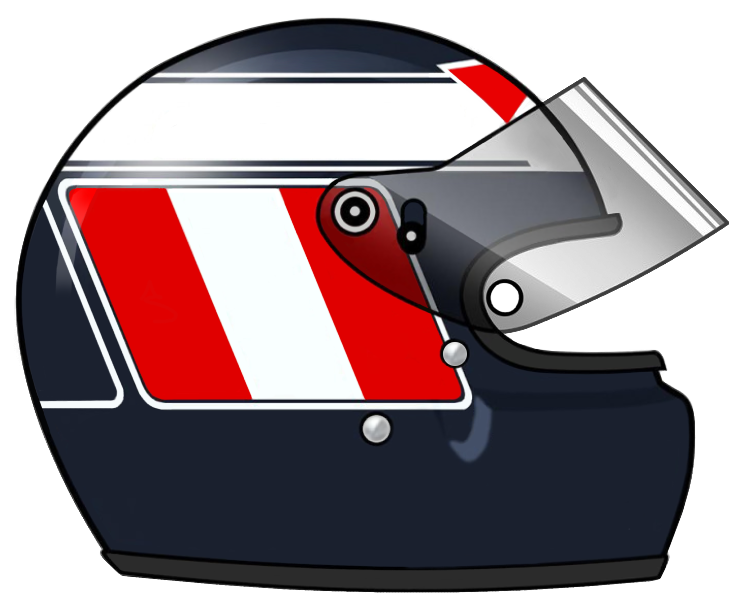
Le casque de Gerhard Berger.

- 14 saisons en championnat du monde de Formule 1
- 210 départs en championnat du monde de Formule 1
- 10 victoires
- 12 pole positions
- 21 meilleurs tours en course
- 48 podiums
- 385 points inscrits
- 748 tours en tête
- 95 abandons

| Saison | Écurie                      | Châssis       | Moteur      | Pneus    | GP disputés | Victoires | Podiums | Pole positions | Meilleurs tours | Points inscrits | Classement |
| ------ | --------------------------- | ------------- | ----------- | -------- | ----------- | --------- | ------- | -------------- | --------------- | --------------- | ---------- |
| 1984   | Team ATS                    | D7            | BMW L4T     | Pirelli  | 4           | 0         | 0       | 0              | 0               | 0               | Non classé |
| 1985   | Barclay Arrows BMW          | A8            | BMW L4T     | Goodyear | 16          | 0         | 0       | 0              | 0               | 3               | 20e        |
| 1986   | Benetton Formula Ltd.       | B186          | BMW L4T     | Pirelli  | 16          | 1         | 2       | 0              | 2               | 17              | 7e         |
| 1987   | Scuderia Ferrari SpA SEFAC  | F1-87         | Ferrari V6T | Goodyear | 16          | 2         | 3       | 3              | 3               | 36              | 5e         |
| 1988   | Scuderia Ferrari SpA SEFAC  | F1-87/88C     | Ferrari V6T | Goodyear | 16          | 1         | 5       | 1              | 3               | 41              | 3e         |
| 1989   | Scuderia Ferrari SpA SEFAC  | 640           | Ferrari V12 | Goodyear | 15          | 1         | 3       | 0              | 1               | 21              | 7e         |
| 1990   | Honda Marlboro McLaren      | MP4/5B        | Honda V10   | Goodyear | 16          | 0         | 7       | 2              | 3               | 43              | 4e         |
| 1991   | Honda Marlboro McLaren      | MP4/6         | Honda V12   | Goodyear | 16          | 1         | 6       | 2              | 2               | 43              | 4e         |
| 1992   | Honda Marlboro McLaren      | MP4/6B MP4/7A | Honda V12   | Goodyear | 16          | 2         | 5       | 0              | 2               | 49              | 5e         |
| 1993   | Scuderia Ferrari            | F93A          | Ferrari V12 | Goodyear | 16          | 0         | 1       | 0              | 0               | 12              | 8e         |
| 1994   | Scuderia Ferrari            | 412T1         | Ferrari V12 | Goodyear | 16          | 1         | 6       | 2              | 0               | 41              | 3e         |
| 1995   | Scuderia Ferrari            | 412T2         | Ferrari V12 | Goodyear | 17          | 0         | 6       | 1              | 2               | 31              | 6e         |
| 1996   | Mild Seven Benetton Renault | B196          | Renault V10 | Goodyear | 16          | 0         | 2       | 0              | 1               | 21              | 6e         |
| 1997   | Mild Seven Benetton Renault | B197          | Renault V10 | Goodyear | 14          | 1         | 2       | 1              | 2               | 27              | 5e         |
|        | Total                       |               |             |          | 210         | 10        | 48      | 12             | 21              | 385             |            |

## Victoires en championnat du monde de Formule 1
| #  | Année | Manche | Date              | Grand Prix | Circuit    | Position de départ | Écurie           | Voiture   | Résumé |
| -- | ----- | ------ | ----------------- | ---------- | ---------- | ------------------ | ---------------- | --------- | ------ |
| 1  | 1986  | 15/16  | 12 octobre 1986   | Mexique    | Mexico     | 4e                 | Benetton-BMW     | B186      | Résumé |
| 2  | 1987  | 15/16  | 1er novembre 1987 | Japon      | Suzuka     | pole position      | Ferrari          | F1-87     | Résumé |
| 3  | 1987  | 16/16  | 15 novembre 1987  | Australie  | Adélaïde   | pole position      | Ferrari          | F1-87     | Résumé |
| 4  | 1988  | 12/16  | 11 septembre 1988 | Italie     | Monza      | 3e                 | Ferrari          | F1-87/88C | Résumé |
| 5  | 1989  | 13/16  | 24 septembre 1989 | Portugal   | Estoril    | 2e                 | Ferrari          | 640       | Résumé |
| 6  | 1991  | 15/16  | 20 octobre 1991   | Japon      | Suzuka     | pole position      | McLaren-Honda    | MP4/6     | Résumé |
| 7  | 1992  | 07/16  | 14 juin 1992      | Canada     | Montréal   | 4e                 | McLaren-Honda    | MP4/7     | Résumé |
| 8  | 1992  | 16/16  | 8 novembre 1992   | Australie  | Adélaïde   | 4e                 | McLaren-Honda    | MP4/7     | Résumé |
| 9  | 1994  | 09/16  | 31 juillet 1994   | Allemagne  | Hockenheim | pole position      | Ferrari          | 412T1     | Résumé |
| 10 | 1997  | 10/17  | 27 juillet 1997   | Allemagne  | Hockenheim | pole position      | Benetton-Renault | B197      | Résumé |

## Vie privée
Gerhard Berger est l'oncle du pilote automobile Lucas Auer, évoluant en Deutsche Tourenwagen Masters depuis 2015.